# Live at NAKANO SUNPLAZA
『Live at NAKANO SUNPLAZA』（ライブ・アット・ナカノ・サンプラザ）は、2019年2月12日にT-Palette Recordsから発売されたNegiccoのライブ・アルバム。

## 解説
2018年7月に発売された4thアルバム『MY COLOR』を「relive（追体験）」および「re:live（新たな形でライブ表現）」することをコンセプトに掲げ、同年11月24日に東京・中野サンプラザで開催されたワンマンライブ「relive MY COLOR」から8曲を収録したライブCD。sugarbeans（Key）、末永華子（Key）、設楽博臣（G）、千ヶ崎学（B / KIRINJI）、岡本啓佑（Dr / 黒猫チェルシー）をサポートバンドに迎えてライブを開催。2018年6月にリリースされたライブCD『Live at UMEDA CLUB QUATTRO, LIQUIDROOM』とまた違うグルーブ感を楽しめるミニ・アルバムとなっている。本作は数量限定盤としてタワーレコードにて限定販売され、配信リリースはない。また、CDジャケットには収録曲の歌詞掲載はなく、アルバム・タイトルと曲名のほか、スタッフ・クレジットのみ記載されている。

## 収録曲
| #  | タイトル             | 作詞         | 作曲               |
| -- | -------------------- | ------------ | ------------------ |
| 1. | 「そして物語は行く」 | 岩里祐穂     | 上田知華           |
| 2. | 「Tell me why?」     | 森雪之丞     | connie             |
| 3. | 「キミはドリーム」   | こだまさおり | 石濱翔（MONACA）   |
| 4. | 「愛、かましたいの」 | 堂島孝平     | 堂島孝平           |
| 5. | 「She's Gone」       | 夏目知幸     | 夏目知幸           |
| 6. | 「ノスタルジア」     | 中川理沙     | 中川理沙           |
| 7. | 「硝子色の夏」       | 中島愛       | ミト（クラムボン） |
| 8. | 「雫の輪」           | connie       | 冨田恵一           |

## クレジット
- 「relive MY COLOR」
- NAKANO SUNPLAZA (2018.11.24)

- sugarbeans - キーボード、コーラス
- 末永華子 - ピアノ、コーラス
- 設楽博臣 - ギター
- 千ヶ崎学 (KIRINJI) - ベース
- 岡本啓佑 (黒猫チェルシー) - ドラムス

- 村上智哉 (SOUND CREW) - ライブ録音
- 根本崇 (SOUND CREW) - ライブ録音

- 兼重哲哉 - ミキシング & マスタリング

- 伊藤岳 - アートディレクション
- 小坂淳 - 撮影

- Nao☆、Megu、Kaede - Negicco
- connie - プロデュース

- 熊倉維仁（EHクリエイターズ） - マネジメント
- 石川直美（EHクリエイターズ） - マネジメント
- 雪田容史（EHクリエイターズ） - ディレクション
- 嶺脇育夫 (TOWER RECORDS) - 製作総指揮
- 吉野省吾 (TOWER RECORDS) - レーベル・プロデュース
- 笠原時生 (TOWER RECORDS) - レーベル・A&R